# Верхнее Анчихино
Ве́рхнее Анчи́хино — бывшая деревня в Верх-Люкинском сельском поселении Балезинского района Удмуртии. Центр поселения — деревня Верх-Люкино.
Население — 3 человека в 1961 году.
Деревня находилась посредине между существующими в данный момент деревнями Верх-Люкино и Кузем. В окрестностях деревни находятся истоки рек Кузи и Люк.